# Тхонгдэнг
Тхонгдэнг (тайск. คุณทองแดง, 7 ноября 1998 — 26 декабря 2015) — любимая собака короля Таиланда Пхумипона Адульядета, очень популярная в этой стране и получившая известность за границей.

## Биография
Кличка собаки означает по-тайски «медь» (дословный перевод — «красное золото»), это отсылка к окрасу животного. Собака беспородная (дворняжка). Она родилась на улице и была кем-то подобрана. После их встречи Тхонгдэнг, согласно сообщениям СМИ, положительно прореагировала на короля, успокоилась и уснула, что покорило сердце последнего и он сделал животное своим постоянным компаньоном. Они вместе с 1998 года. Собака охраняла покой хозяина и сопровождала его в клиники для лечения.

## В литературе и кинематографе
Король Таиланда в 2002 году написал о своей собаке книгу «История Тхонгдэнг», по которой был затем, в ноябре 2015 года, снят мультипликационный фильм Khun Thong Daeng: The Inspirations (เปิดตัวคุณทองแดง). Книга пользовалась большим спросом, было напечатано сто тысяч экземпляров, а очереди у книжных магазинов Бангкока выстроились уже в пять часов утра в день начала продаж. Сообщалось о печати дополнительного тиража. В тексте на примере истории собаки дается оценка различным социальным явлениям. Также король положительно отзывается о преданности бездомных собак, которых он призывает подбирать с улиц.

## Интересный факт
Подданный Таиланда, написавший о собаке короля то, что было названо саркастическими комментариями в Интернете, был арестован полицией. Ему грозит до 37 лет тюрьмы за высказывания про собаку Пхумипона Адульядета, подпадающие под действия законов об оскорблении величества, которые стали более активно применяться после очередного прихода военных к власти в стране (что вызвало даже некоторую критику со стороны самого монарха). Дело рассматривается в военном суде.